# 斑紋新平鮋
斑紋新平鮋，為輻鰭魚綱鮋形目鮋亞目新平鮋科的其中一種，為溫帶海水魚，分布於東印度洋澳洲南部及塔斯馬尼亞島海域，為特有種，棲息深度45-288公尺，體長可達35公分，棲息在大陸棚底層水域，生活習性不明，具有毒性。

## 扩展阅读
維基物種上的相關：斑紋新平鮋